# گوآدیکس
گوآدیکس (به اسپانیایی: Guadix) یک دهستان و شهر در اسپانیا است که در استان گرانادا واقع شده‌است. گوآدیکس ۳۱۷ کیلومتر مربع مساحت و ۲۰٬۳۹۵ نفر جمعیت دارد و ۹۴۹ متر بالاتر از سطح دریا واقع شده‌است.

## خواهرخوانده
شهرهای بوئنوس آیرس، سلانبا، گواناره، La Agüera و Piaseczno خواهرخوانده‌های گوآدیکس هستند.